# 1998 XE13
1998 XE13 är en asteroid i huvudbältet som upptäcktes den 15 december 1998 av OCA–DLR Asteroid Survey (ODAS).
Asteroiden har en diameter på ungefär 5 kilometer och den tillhör asteroidgruppen Koronis.